# Apanteles bifida
Apanteles bifida är en stekelart som beskrevs av Sharma 1973. Apanteles bifida ingår i släktet Apanteles och familjen bracksteklar. Inga underarter finns listade i Catalogue of Life.